# کشاورزی در دوره صفویان
در دورهٔ صفویان زمین‌ها به دو دسته تقسیم می‌شدند: نوع اول، زمین‌های نامرغوب و بدون استفاده که متعلق به شاه و حکومت بود. کشاورزی در این اراضی، با اجازهٔ حاکم ناحیه یا نمایندهٔ شاه امکان‌پذیر بود. نوع دیگر، زمین‌های حاصل‌خیز و مورد استفاده بود که خود چند نوع داشتند: 
1. خاصه
2. حکومتی (ممالک)
3. مالکیتی (خصوصی)
4. وقفی

## زمین‌های خاصه (خالصه)
زمین‌های خاصه به شاه تعلق داشت. بخشی از این زمین‌ها، به مقام‌های لشکری، کشور و درباری اعطا می‌شد تا از درآمد آن‌ها بهره‌مند شوند. بخشی دیگر از این زمین‌ها اجاره داده می‌شد. بیشتر این زمین‌ها، میراث شاهان قبلی بود.

## زمین‌های حکومتی (ممالک)
این زمین‌ها را حاکمان محلی در اختیار داشتند و به عنوان اجاره به کارگزاران داده می‌شدند. درآمد این زمین‌ها توسط حاکمان صرف هزینه‌های اداری و نگهداری نیروی نظامی می‌شد. تا پایان حکومت شاه عباس اول، این نوع زمین‌ها وسعت زیادی داشتند، اما پس از آن، به دلیل نداشتن جنگ و ضروری نبودن نگهداری سپاه در ولایت‌ها، این املاک از حکام محلی گرفته شد و در اختیار مأموران مستقیم شاه قرار گرفت. این کار خسارت دربرداشت، به‌دلیل این‌که ناظران آبادانی ولایت‌ها برایشان اهمیتی نداشت و به پر کردن خزانهٔ سلطنتی فکر می‌کردند. در ضمن چون این مأموران تحت نظارت شخص شاه بودند، کسی توان اعتراض و شکایت از کارهای ستمگرانهٔ آنان را نداشت.

## مالکیت‌های محدود مشروط
گاهی، به مقام‌های لشکری یا اداری، در عوض مزایا، حق استفادهٔ موقت از مقداری زمین داده می‌شد. شاه یا حکومت صاحب این زمین‌ها بودند. مقدار زمین داده شده به هر کس، بستگی به مقام و جایگاه او داشت. مدت واگذاری زمین نیز متفاوت بود. گاهی استفاده از این زمین‌ها، به‌صورت ارثی به فرزندان شخص منتقل می‌شد. معمولا اینگونه از زمین ها در معرض مصادره قرار داشت.

## زمین‌های وقفی
این گونه زمین‌ها، از سمت شاه و اشراف برای مصرف‌های عام‌المنفعه اختصاص داده می‌شد. شاه عباس تمام املاک خاصهٔ خود را به چهارده بخش قسمت نمود و وقف چهارده معصوم کرد. موقوفات را برای ساختن و نگهداری مکان‌های عمومی مانند مدرسه و مسجد و نیز امور خیریه و مذهبی، مانند غذا دادن فقرا استفاده می‌کردند.
ادارهٔ موقوفات به عهدهٔ فرد یا افرادی بود که به نام متولی شهرت داشتند. این متولیان بیشتر از میان سیدها و روحانیان انتخاب می‌شدند. صدر خاصه مسئولیت موقوفات سلطنتی بر عهدهٔ داشت و صدر عامه مسئولیت موقوفات عمومی را بر عهده داشت. زمین‌های وقفی قابل فروش نبود. بخشی از این زمین‌ها به مدت ۹۹ سال اجاره داده می‌شد.

### زمین‌های شخصی
تنها تعداد کمی از ثروتمندان، اعیان و صاحبان مقام، اراضی شخصی داشتند.

## آب
آب مورد نیاز کشاورزی، از رودخانه، چشمه، چاه و قنات به دست می‌آمد. مهارت ایرانیان در حفر قنات در دورهٔ صفویان، تحسین سیاحان خارجی را برانگیخته بود. یکی از کارهای مهم شاهان صفوی، تلاش برای برگرداندن سرچشمه‌های کارون به زاینده‌رود (برای آبادانی بیشتر دشت اصفهان) بود. ساختن سد هم یکی از تدابیر مهم برای آبیاری اراضی بود که در بعضی شهرها مانند کاشان، انجام شد. در مورد تقسیم آب‌ها نیز اقداماتی صورت گرفت. از جمله، طرح تقسیم آب زاینده، براساس نظریه‌های شیخ بهایی اجرا شد. در هر ایالت، برای تقسیم آب رودخانه‌ها، مأموری به نام «میرآب» وجود داشت.

## وضع کشاورزان
در میان کسانی که درآمدی از زمین‌ها داشتند، دو گروه عمده قابل شناسایی هستند: گروه اول مالکان بودند که تعدادشان اندک بود، از کشاورزی چیزی نمی‌دانستند و بسیاری از آن‌ها در شهرها زندگی می‌کردند. گروه دوم مالک زمین نبودند، ولی تقریباً تمام جمعیت روستاها را تشکیل می‌دادند. این گروه با خانواده‌هایشان در کنار مزرعه‌ها زندگی می‌کردند و بسیاری از نیازهای خود را در روستا تهیه می‌کردند و بعضاً سال‌ها از روستا خارج نمی‌شدند. کشاورزان اراضی را یا اجاره می‌کردند یا با مالکان قرارداد می‌بستند، تا محصول را به نسبتی بین هم تقسیم کنند. کشاورزان و روستاییان بیشترین جمعیت کشور را تشکیل می‌دادند. وضع کشاورزان در اراضی خاصه و حکومتی خوب نبود؛ زیرا مأموری که وظیفهٔ جمع‌آوری درآمد شاه یا حکومت را داشت، بیشتر وقت‌ها به فکر پُر کردن خزانه و کسب درآمد بیشتر برای خود بود و آبادی و خرابی روستا برایش اهمیتی نداشت. اما وضع آن کشاورزانی که در اراضی مالکان محلی کار می‌کردند، بهتر بود، زیرا آن‌ها تا اندازه‌ای که زندگی روستاییان به خطر نیفتد، از آنان اجاره یا بهرهٔ مالکانه می‌گرفتند. وضع کسانی که در اراضی موقوفه کشاورزی می‌کردند، بهتر از دیگر کشاورزان بود. دهقانان علاوه بر پرداخت اجاره، مجبور به پرداخت عوارض دیگر و انجام کارهای اضافی بودند؛ مثلاً هنگام شکار، باید در خدمت مالک باشند، یا اگر مالک صاحب فرزند می‌شد، باید هدیه‌ای قابل توجه تهیه می‌کردند. اگر مأموران شاه، حاکم یا ارباب از روستا می‌گذشتند، تهیهٔ علف چهارپایان و غذای مأموران، از وظایف کشاورزان به‌شمار می‌رفت. از جمله اقلامی که کشت می‌شد، گندم، جو، ذرت، برنج و پنبه بود. در بعضی مناطق، پرورش کرم ابریشم نیز رایج بود.

## دامداری
تعداد قابل توجهی از مردم به ویژه ایالات، به گله‌داری می‌پرداختند. شاهان نیز دارای گله‌های متعدد گوسفند بودند. حکومت، از گله‌داران مالیاتی با عنوان «چوپان بیگی» می‌گرفت که عبارت بود از یک هفتم گوسفندان و بره‌ها.

## جنگل‌ها
منابع طبیعی از منابع درآمد حکومت بود. شاه عباس اول توجه زیادی به حفظ جنگل و منابع طبیعی داشت و مجازات سختی برای تخلف‌کنندگان در نظر گرفته بود.